# کولت عابدی
کولت عابدی (انگلیسی : Colet Abedi) نویسنده زن آمریکایی و تهیه‌کننده تبار ایرانی است.

## زندگی‌نامه
کولت عابدی، در ویرجینیا بدنیا آمد و در ایالت اورنج، کالیفرنیا بزرگ شد. او لیسانس هنر خود را در ادبیات انگلیسی در دانشگاه کالیفرنیا، ارواین دریافت کرد و هم‌اکنون به همراه همسر و سه سگ خود در لس آنجلس، کالیفرنیا زندگی می‌کند.

## آثار قابل توجه
علاوه بر کار در بسیاری از برنامه‌های تلویزیونی مانند ان بی سی، ای بی سی، فاکس و بسیاری از شبکه‌های تلویزیونی، او بیشتر برای کار خود را به عنوان نویسنده سریال درام تله نوولا، خانه مد و وارث آمریکایی شناخته شده‌است.
عابدی خالق و تهیه‌کننده اجرایی Unsealed: Alien Files and Unsealed است. Unsealed: Alien Files در سومین فصل حضور در سندیکا است. او تهیه‌کننده نمایش‌های قول بی قول، شهرت به زور و موی آمریکایی است.
او همچنین چندین رمان بزرگسال را در سریال FAE با نام قلم سی.جی. عابدی به همراه خواهرش، یاسمین عابدی ، منتشر کرد. کتاب، در ژوئیه ۲۰۱۳ توسط گروه انتشارات Diversion منتشر شد و پرفروش‌ترین کتاب آنلاین بود.
The Dark King، دومین مورد در برنامه سه‌گانه FAE در ماه مه ۲۰۱۴ منتشر شد.
FAE از Lost Colony of Roanoke الهام گرفته شده‌است. FAE توسط ریدلی اسکات در دسامبر ۲۰۱۳ انتخاب شد.
اولین رمان انفرادی عابدی، دیوانه عشق، توسط انتشارات جی مک گراو، در مارس ۲۰۱۴ منتشر شد.